# La Torre de Bianya
La Torre de Bianya és una masia fortificada de la Vall de Bianya (Garrotxa) declarada bé cultural d'interès nacional
La masia, també coneguda com la torre de Sant Pere, és situada a Sant Pere Despuig (també anomenat Sant Pere Espuig o Sant Pere del Puig), nucli de població que pertany al municipi de la Vall de Bianya i a poca distància de l'església de Sant Pere Despuig. La vila de Sant Pere Despuig es troba a l'interfluvi dels torrents de Santa Llúcia de Puigmal i de Santa Margarida, afluents de la riera de Bianya.

## Història
El poble Sant Pere Despuig ja existia el 858, any en què va ser cedit al monestir de Ridaura. El 964 el bisbe de Girona Arnulf consagrà una església parroquial, Sant Pere, que fou reedificada més d'una vegada en temps posteriors. A la seva demarcació residia l'antiga família dels Bianya, a l'indret anomenat la Torre de Sant Pere. L'heretat dels Bianya passà posteriorment als Soler, als monjos de Camprodon i a mans de Roger de Montcada, que el 1396 vengué en lliure i franc alou la «domum hospicym» dita de Bianya, amb els seus homes, honors, possessions i pertinences a la família Corona, oriünda de Camprodon. Guillem Corona, àlies Crespià, bastí el casal fortificat de la Torre de Sant Pere que veiem avui. L'edifici romànic, situat a redós de l'església parroquial, era l'antiga residència dels Bianya i dels Soler. El 1546, Elionor Corona ven la casa a Bartomeu Morató, banquer d'Olot

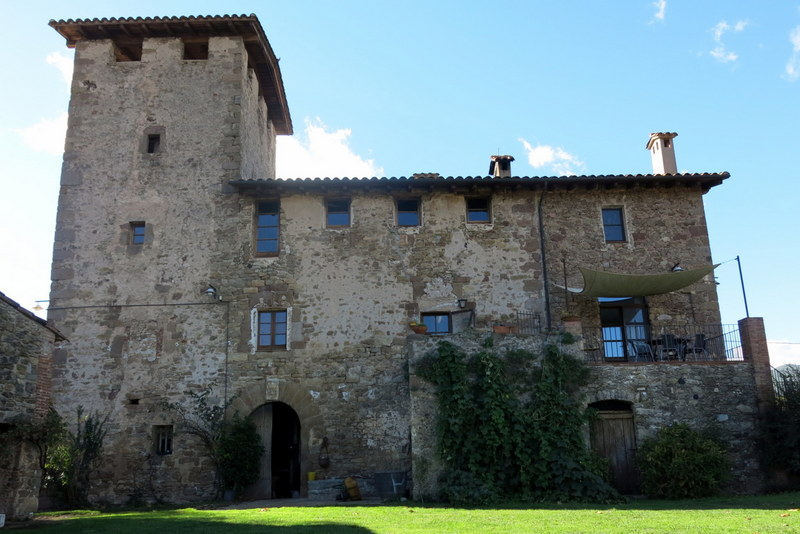
Torre de Bianya (2016)

Pertany als hereus del pintor d'Olot Joaquim Vayreda, fundador de l'Escola d'Olot. Actualment és una Residència – Casa de Pagès anomenada La Torre.

## Arquitectura
La Torre de Sant Pere o, també, Torre de Bianya, manté la fesomia original del segle xv. Un casal de planta rectangular i teulat a dues aigües amb els vessants vers les façanes principals. A l'angle del costat del migdia-llevant hi ha la torre de defensa de quatre pisos, amb el teulat a quatre aigües. Posteriorment s'afegí un cos pel costat de tramuntana i es construïren balcons a la banda del solell i es bastí una escala que mena directament per l'exterior, al primer pis.